# Bath (Novo Brunswick)
Bath é uma vila localizada ao longo do rio Saint John no Condade de Carleton, em Nova Brunswick, Canadá.